# 安坤
安坤（？—1664年），水西土司、貴州宣慰使。
安坤是前任土司安承宗之子。安承宗死後，安坤繼位，南明的永曆帝封他為貴州宣慰使，加光祿寺少卿。
清順治十五年（1658年），經略洪承疇率兵至沅州，分兵三路討伐南明。晉王李定國派兵扼守要道，清軍中路兵無法推進。洪承疇遣使招誘安坤，希望他效仿先祖阿畫、靄翠的故事歸順新的王朝。安坤對此十分認同，但中路兵已經前進，唯有吳三桂率領的西路兵尚未推進，於是安坤派人將印信交給吳三桂，五月，派兵為向導，取道開州，招降修文、廣順兩地。此後，安坤協助清軍剿滅境內的南明勢力。
康熙三年（1664年）正月，常金印逃到水西，自稱平魯將軍、湘平伯，聯合前明元江總兵匡國公皮熊，希望招誘諸土司謀反。常金印事敗被擒，皮熊逃亡藏匿山谷，屢次遣人勸安坤起兵，安坤不從。吳三桂希望長期占據雲南、貴州，害怕叛亂平定後會被解除兵權，因此多次激起當地土司的叛亂。安坤有一妾美而體香，吳三桂求取，被安坤拒絕，因此吳三桂記恨於他。在常金印被抓獲後，誘導他招供安坤，使安坤畏懼。二月，安坤聯合其甥烏撒土司安重聖陰謀反叛，招誘皮熊。土目察革剌、把總高揆響應，蹤跡頗露。巡道劉芳聲、總兵劉之復派朱世爵往偵得實，歸報總督楊茂勳。楊茂勳與吳三桂合疏請剿。三月，安坤等人正式叛亂，被清軍剿滅，安坤、安重聖、皮熊都被擒獲。皮熊絕食自盡，安坤、安重聖被誅殺。康熙四年（1665年），水西土司被改土歸流，改為黔西府。
安坤之妻祿氏携子安勝祖逃匿山谷。後安勝祖協助清軍平定三藩之亂，得以恢復水西土司之位。